# لینامارین
لینامارین (به انگلیسی: Linamarin) یک ترکیب شیمیایی با شناسه پاب‌کم ۱۱۱۲۸ است. که جرم مولی آن 247.248 g/mol می‌باشد. 